# 誰是無賴國家
《誰是無賴國家》（英語：Rogue State: A Guide to the World's Only Superpower）是威廉·布魯姆撰寫的書籍，於2000年首度出版。
2002年，由新华出版社在中國大陸出版。

## 內容
該書強烈地批評了美國自冷戰以來的外交政策，敘述了1945年至今美国的全球干预史、美國使用過的大规模杀伤性武器等主題。該書分為三部分，分別為「华盛顿与恐怖分子、人权侵犯者的恩怨」、「美国使用大规模杀伤性武器」和「挑战世界的无赖国家」。

## 相關事件
在2006年1月19日播出的演講中，奧薩瑪·賓·拉登提及了《誰是無賴國家》，他說：「如果布希决定继续推行其谎言和镇压的话，那你们去读读《誰是無賴國家》这本书是很有用的」，除此之外還援引了作者布魯姆在別書中的一段话。在賓·拉登的演講播出後的一天之內，《誰是無賴國家》的銷售量遽增，從原本在亚马逊網站的销售排行榜上的第20.9万位，攀升至第26位。作者布魯姆在接受媒體採訪時對此表示：「如果他（賓·拉登）和我一样，极度厌恶美国外交政策中的某些方面，那么我不会介意他对我这本书的评价和认可。他赞同我的那些观点，这样很好，我对此并不厌烦。」
《誰是無賴國家》也名列於美國所公布的賓·拉登阅读書单之內。